# Ben Alexander

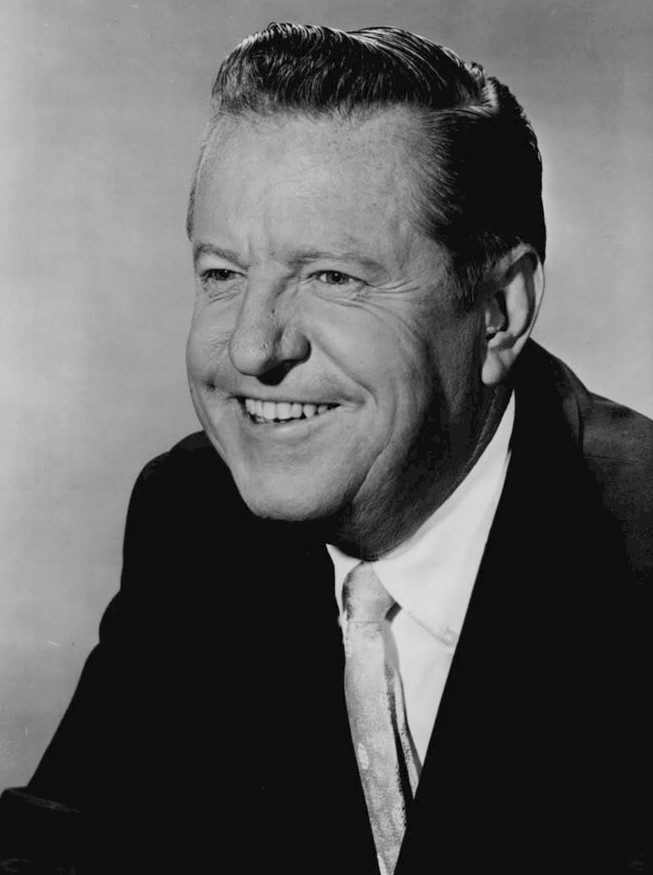
Ben Alexander em 1959

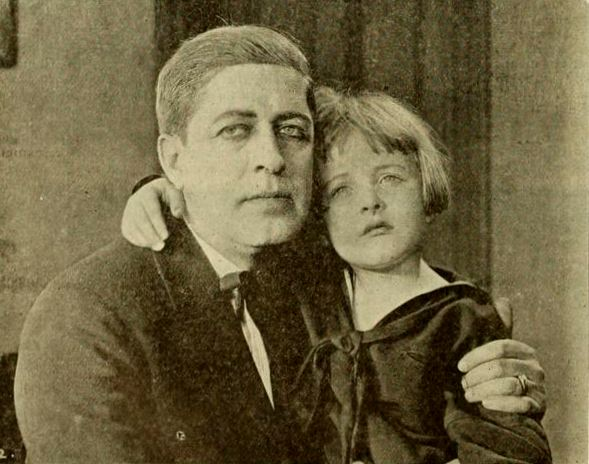
Cena de The Mayor of Filbert (1919), com Jack Richardson e Ben Alexander

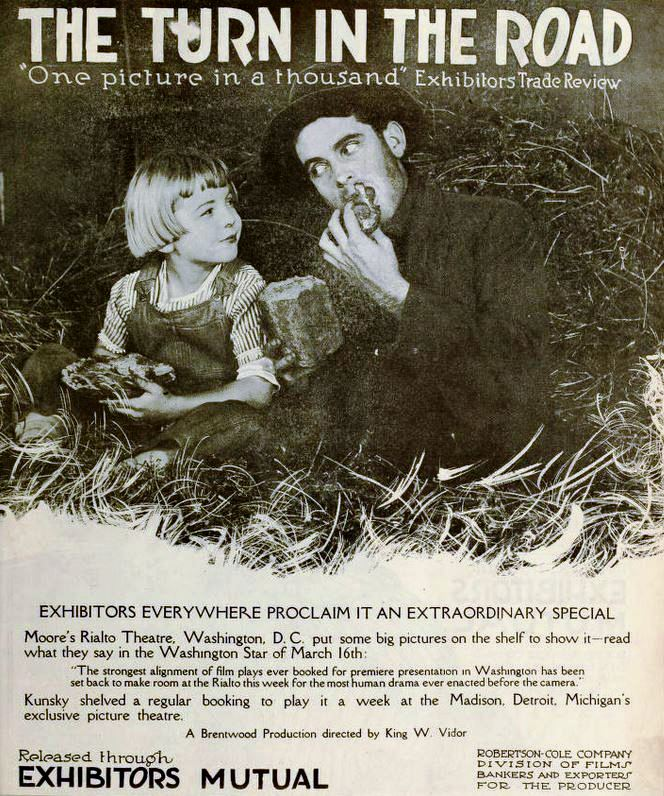
The Turn in the Road (1919), com Lloyd Hughes e o ator infantil Ben Alexander

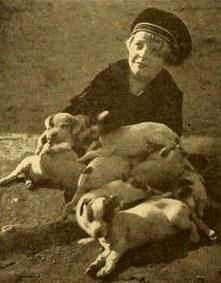
Ben Alexander

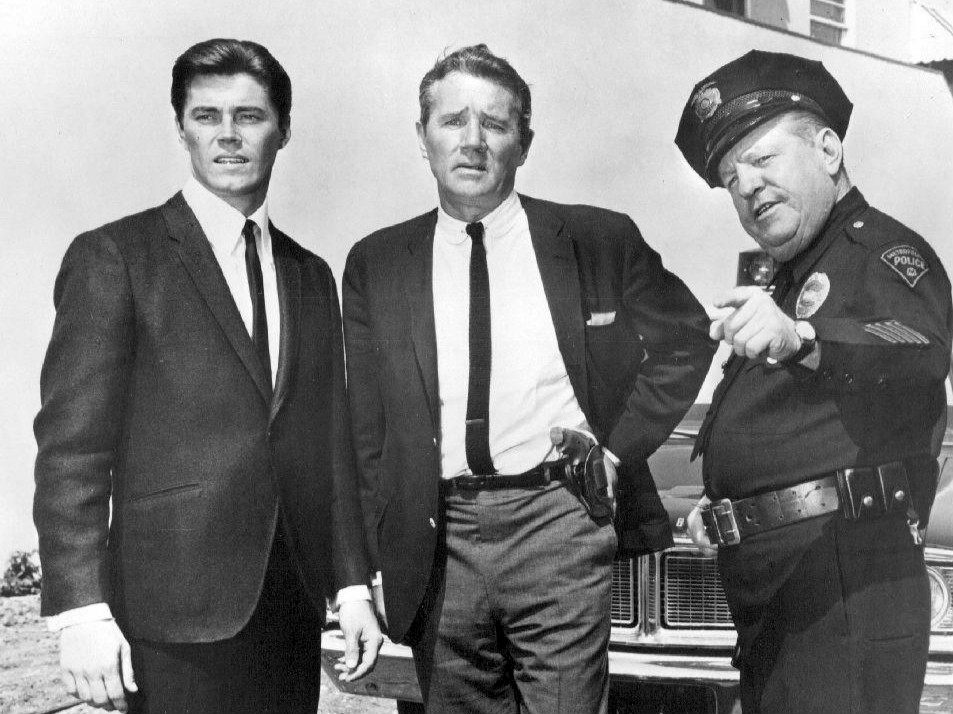
Felony Squad. Da esquerda para direita, Dennis Cole, Howard Duff e Ben Alexander

Nicholas Benton "Ben" Alexander (27 de junho de 1911 - 6 de julho de 1969) foi um ator de cinema, rádio e televisão estadunidense, que começou a atuar na era do cinema mudo, como ator infantil, e que posteriormente atuou em cerca de 90 filmes, além de programas de rádio, alcançando a era da televisão.[carece de fontes?]

## Biografia
Ben Alexander nasceu em Goldfield, Nevada e cresceu na Califórnia. Era filho de Nicholas Benton Alexander II e Elizabeth Alexander Alexander (também o o avô era Nicholas Benton Alexander), e recebeu o mesmo nome do avô e pai, sendo, portanto, Nicholas Benton Alexander III.
Estreou nas telas aos 5 anos de idade, em Every Pearl a Tear. Entre seus papéis infantis, consta o do jovem irmão de Lillian Gish no filme de D.W. Griffith Hearts of the World. Após alguns filmes mudos, retirou-se do cinema, porém acabou voltando para atuar no clássico da Primeira Guerra Mundial All Quiet on the Western Front (1930), em que foi bem recebido pelo público como um ator adulto ao interpretar "Kemmerick", a trágica vítima amputada.
Através dos anos 1930, atuou em vários filmes, e começou uma nova carreira no rádio, nos anos 1940, incluindo uma temporada no programa de Martin & Lewis.
Em 1952, Jack Webb, ator-produtor-diretor da série de TV Dragnet, precisou de um substituto para Barton Yarborough, que interpretava o Detetive Romero em oposição ao Sgt. Friday, de Webb. Webb escolheu Alexander mas teve de esperar até ele estar disponível. Alguns atores preencheram o papel como parceiros de Friday até Alexander aparecer no recém-criado papel de oficial de Frank Smith, primeiro da série de rádio e na televisão. A popular série funcionou até 1959. Posteriormente Alexander assinou contrato para desempenhar o papel de Sargento Dan Briggs na série semanal Felony Squad, da American Broadcasting Company.

## Vida pessoal e morte

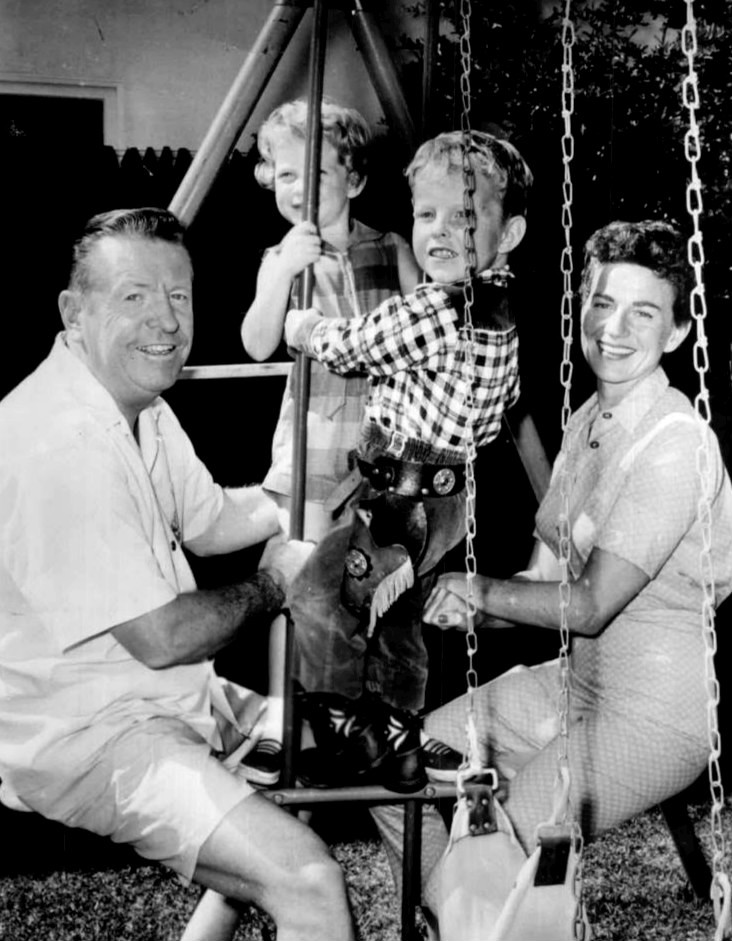
Alexander e sua família em 1961: sua filha Lesley, seu filho Bradford e sua esposa Lesley

Alexander foi proprietário e dirigiu a concessionária Ben Alexander Ford, na vizinhança de Highland Park, no nordeste de Los Angeles, de 1953 até sua morte, em 1969. Em meados da década de 1950, havia também o Ben Alexander’s Dream House Motel, em Cahuenga Blvd., em Hollywood.[carece de fontes?]
O ator foi encontrado morto em sua casa, de causas naturais, quando a esposa e os filhos voltavam de uma viagem. Foi sepultado no Maui Cemetery, em Wailuku, Maui County, Hawaii.[carece de fontes?]
Seu filho Nicholas, Jr. (ou "Nick") começou uma das primeiras concessionárias BMW nos EUA (no centro de Los Angeles), atualmente operada pela sua filha Elizabeth.
Por sua contribuição para a indústria do entretenimento, Ben Alexander tem três estrelas na Calçada da Fama, para televisão, rádio e cinema.

## Cinema
- Every Pearl a Tear (1916)
- The Little American (1917)
- Little Orphant Annie (1918)
- The One Woman (1918)
- Hearts of the World (1918)
- The Lady of the Dugout (1918)
- The Heart of Rachael (1918)
- The Turn in the Road (1919)
- The White Heather (1919)
- Josselyn's Wife (1919)
- The Hushed Hour (1919)
- The Mayor of Filbert (1919)
- Tangled Threads (1919)
- The Better Wife (1919)
- The Triflers (1920)
- The Family Honor (1920)
- The Notorious Mrs. Sands (1920)
- Through Eyes of Men (1920)
- Blue Streak McCoy (1920)
- The Heart Line (1921)
- In the Name of the Law (1922)
- Penrod and Sam (1923)
- The Yankee Spirit (1923)
- Jealous Husbands (1923)
- Boy of Mine (1923)
- Barnum Junior (1924)
- Junior Partner (1924)
- A Self-Made Failure (1924)
- Dirty Hand (1924)
- Flaming Love (1925)
- Pampered Youth (1925/I)
- Wildcat Willie (1925)
- The Shining Adventure (1925)
- The Highbinders (1926)
- Scotty of the Scouts (1926)
- Fighting for Fame (1927)
- Two to One (1927)
- The Lunkhead (1929)
- All Quiet on the Western Front (1930)
- A Wise Child (1931)
- Mystery Ship (1931)
- Many a Slip (1931)
- It's a Wise Child (1931)
- Are These Our Children (1931)
- Suicide Fleet (1931)
- High Pressure (1932)
- Tom Brown of Culver (1932)
- The Vanishing Frontier (1932)
- Alias the Professor (1933)
- Mister Mugg (1933)
- Roadhouse Queen (1933)
- Daddy Knows Best (1933)
- What Price Innocence? (1933)
- This Day and Age (1933)
- Stage Mother (1933)
- Once to Every Woman (1934)
- The Most Precious Thing in Life (1934)
- The Life of Vergie Winters (1934)
- Flirtation (1934)
- Grand Old Girl (1935)
- Born to Gamble (1935)
- Reckless Roads (1935)
- Annapolis Farewell (1935)
- The Fire Trap (1935)
- Hearts in Bondage (1936)
- Red Lights Ahead (1936)
- The Legion of Missing Men (1937)
- The Outer Gate (1937)
- Western Gold (1937)
- The Spy Ring (1938)
- Russian Dressing (1938)
- Mr. Doodle Kicks Off (1938)
- Convict's Code (1939)
- Buried Alive (1939)
- Criminals Within (1943)
- Man in the Shadow (1957)

### Televisão
- The Joseph Cotten Show, também conhecido como On Trial (1 episódio, 1957)
- The Ford Show (24 de janeiro de 1957)
- Dragnet (regular, 1952–1959)
- Take a Good Look  (Semi-regular 1959-1960)
- About Faces (1960-1961)
- Batman (1 episódio, 1966)
- Felony Squad
- Judd, for the Defense (1 episódio, 1969)

### Roteiro
- Dragnet (Co-autor, 6 episódios)